# Babót
Babót ist eine ungarische Gemeinde im Kreis Kapuvár im  Komitat Győr-Moson-Sopron.
Nahegelegene Ortschaften sind unter anderem Kapurthala, Veszkényi, Vitnyéd und Hövej. Der Ort ist gut an das Straßennetz angebunden, hat aber keine Eisenbahnverbindungen. Knapp 90 % der Einwohner sind römisch-katholischen Bekenntnisses.
Der von der St. Stephans Kirche dominierte Ort ist auch bekannt für seine „tausendjährigen Eichen“ (Királyfák), die auf eine Pflanzung im Jahr 1387 zurückgehen.
Das von der Landwirtschaft bestimmte Dorf hat diverse Einrichtungen wie Kindergarten, Grundschule und ein Gemeindezentrum. Die Bewohner nehmen stark am Leben des örtlichen Sportvereins teil und sind auch zu einem hohen Anteil in der ungarischen Miliz organisiert.

## Gräberfeld
Seit dem Jahre 1878 wurden in der östlichen Hälfte des Dorfes, in Ordód-Babót, Gräber-Funde gemeldet, ohne dass eine systematische Ausgrabung erfolgte. Zwei Skelettgräber – ein Mann mit Schwert, Lanzenspitze und Messer als Grabbeigaben, eine Frau mit einem Tongefäß, Armring und Fibel – waren diese ersten Funde. Ab 1880 wurden das ausgedehnte Gräberfeld genauer erforscht und als aus der Hallstattzeit (HA C und HA D, 800–450 v. Chr.) und Frühlatène (LTA I und LTB I, 450–250 v. Chr.) datiert. Dennoch wurde eine genauere Dokumentation verabsäumt, die Fundobjekte befinden sich im Museum von Sopron und im heutigen Landesmuseum Burgenland.

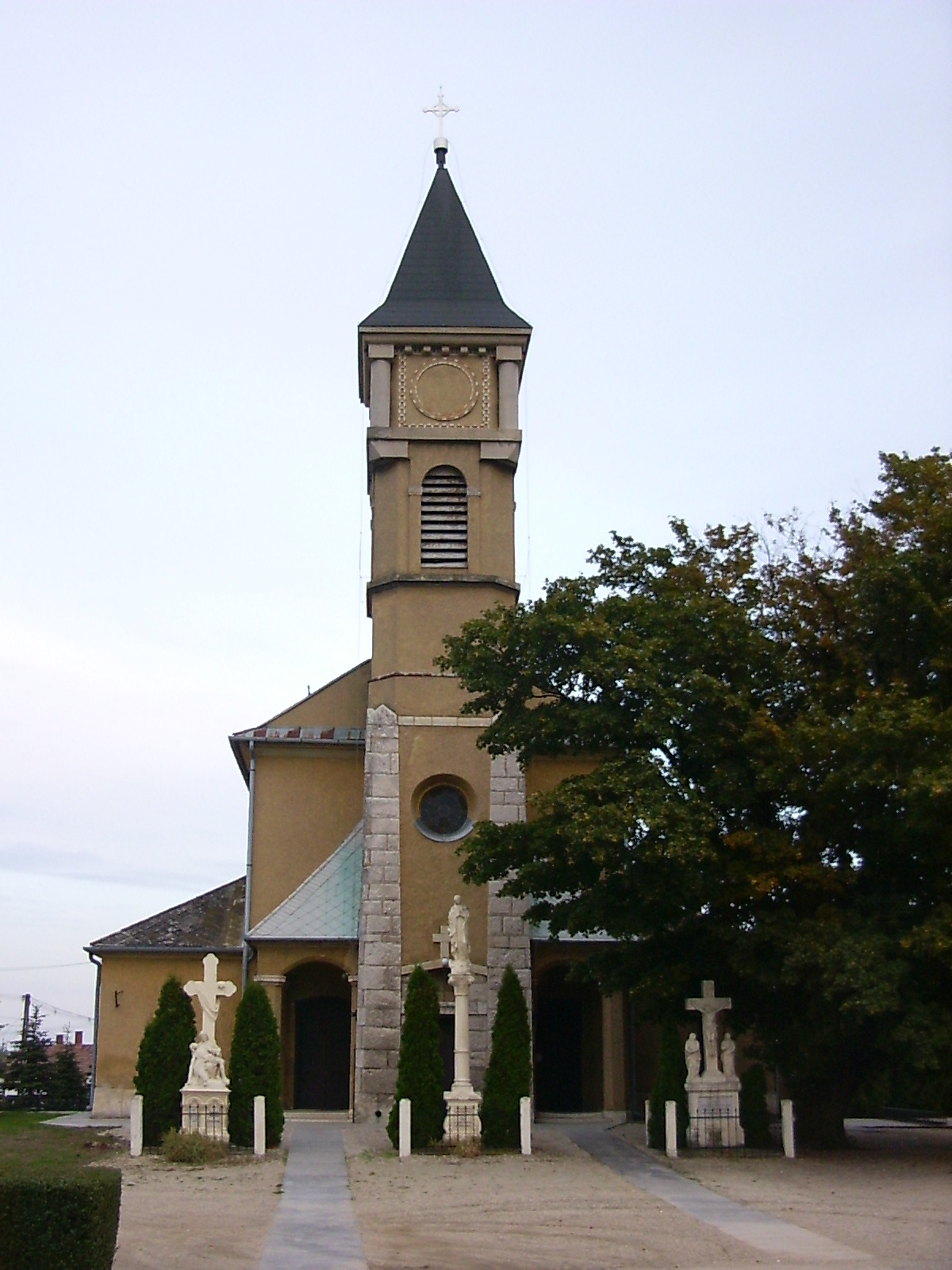
Römisch-katholische Kirche Szent Mihály
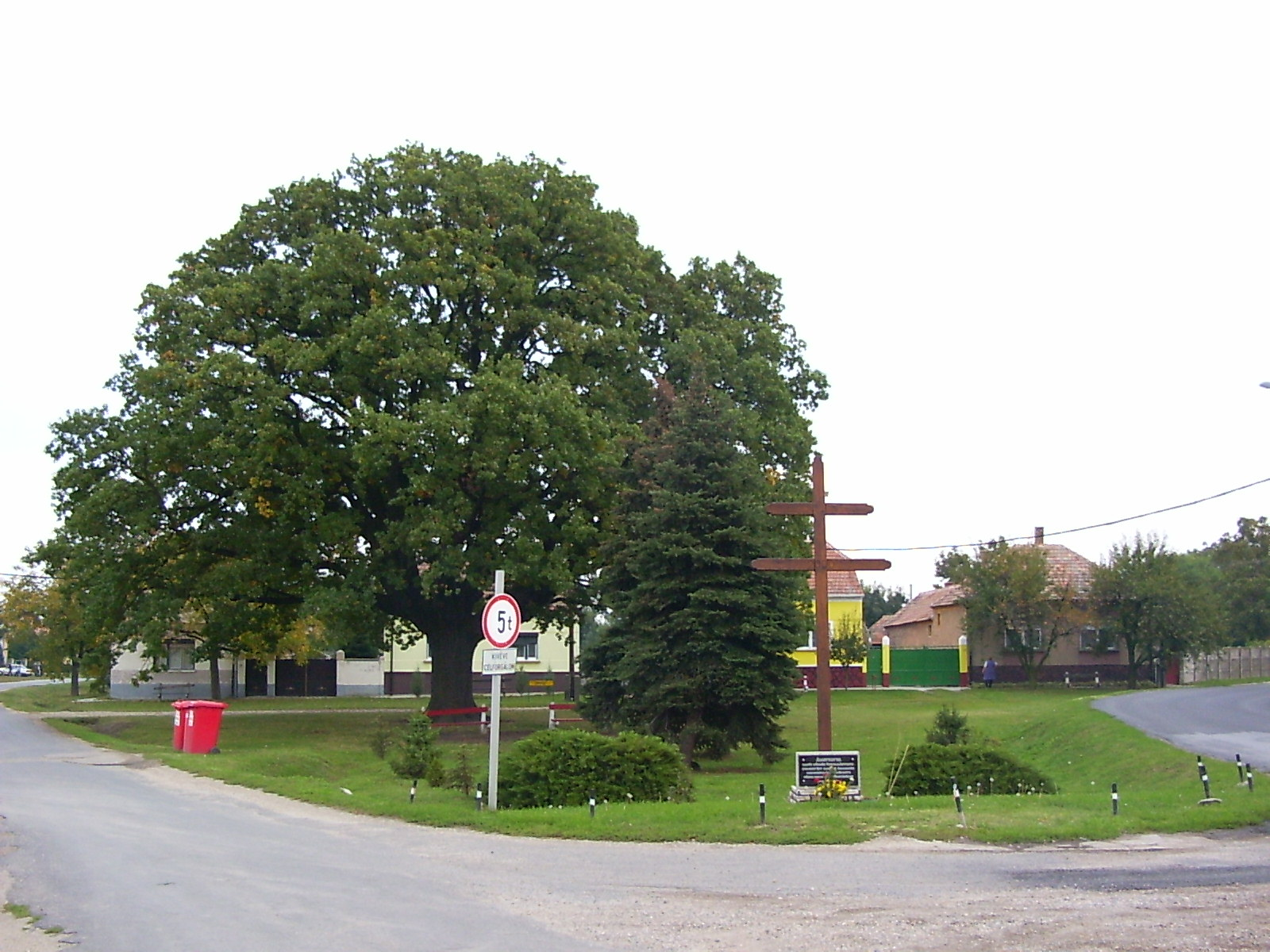
KIrályfa
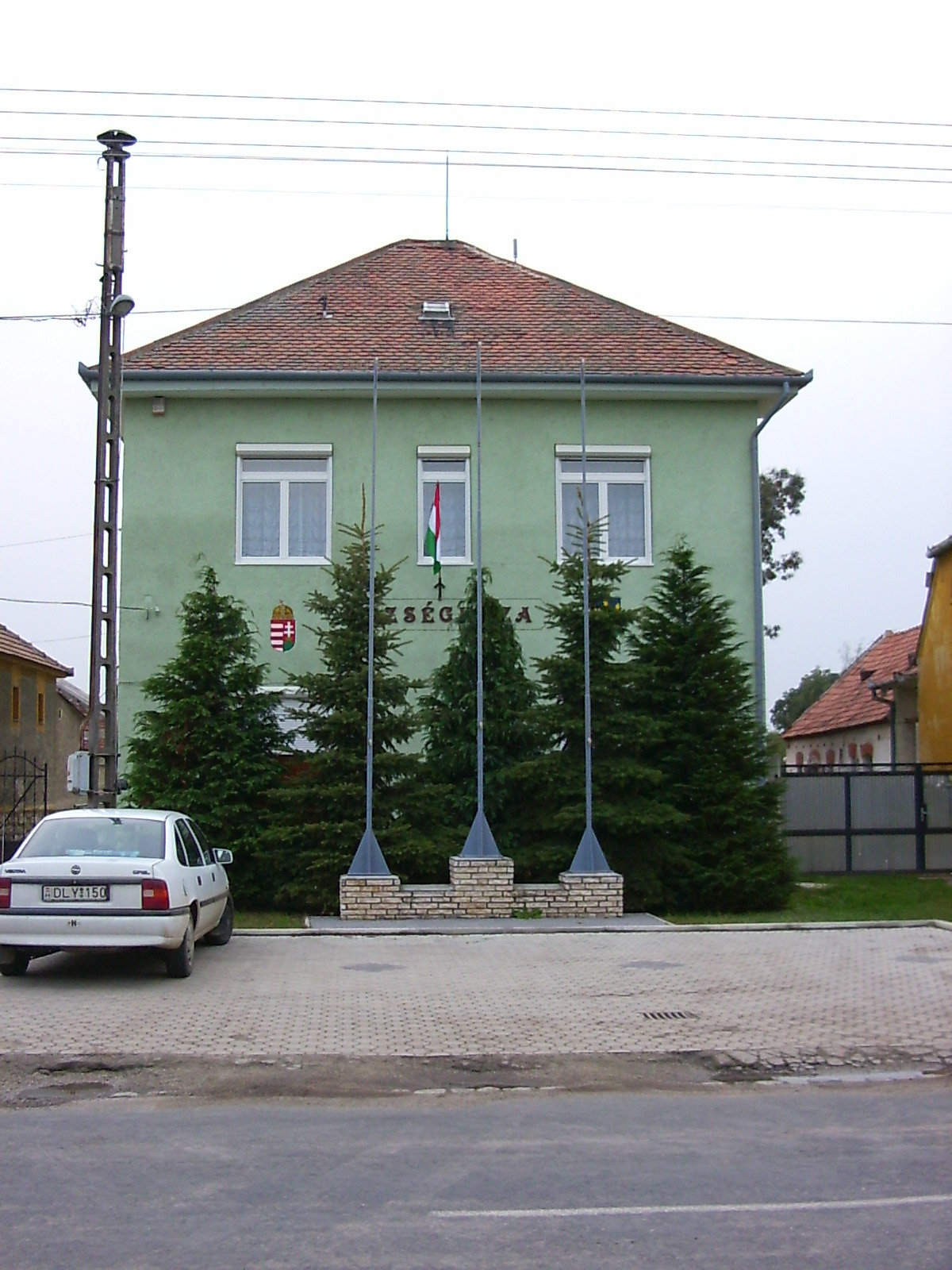
Ehemalige Gemeindeverwaltung
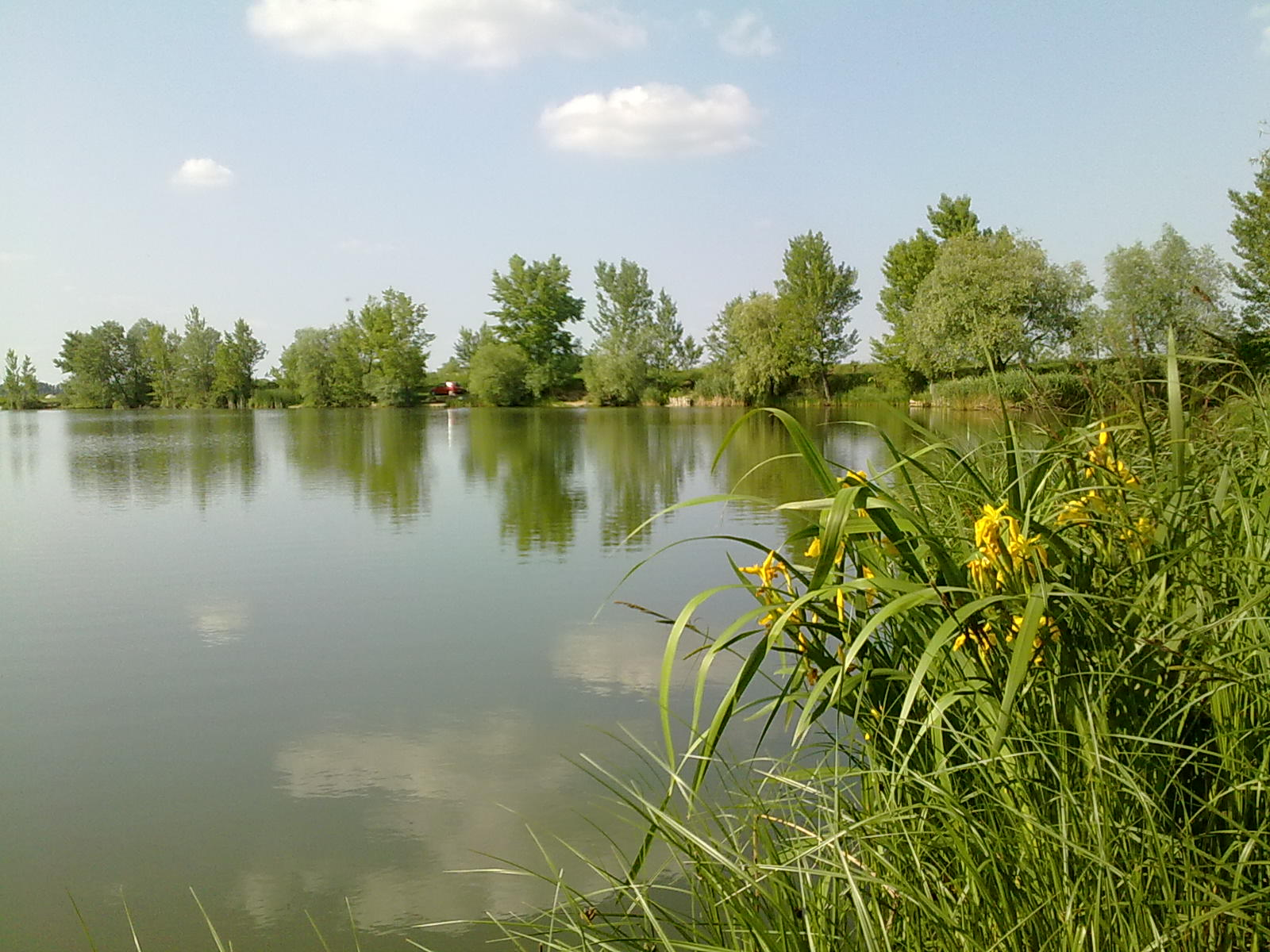
Bergbausee